# Faux-la-Montagne
 Faux-la-Montagne  es una comuna (municipio) de Francia, en la región de Lemosín, departamento de Creuse, capital del distrito de Aubusson, cantón de Gentioux-Pigerolles. Es la mayor población del cantón, a orillas del Lago de Vassivière.
Su población en el censo de 1999 era de 394 habitantes.
Está integrada en la Communauté de communes du Plateau de Gentioux .

## Demografía
| 435 | 565 | 417 | 396 | 391 | 394 |
| Para los censos de 1962 a 1999 la población legal corresponde a la población sin duplicidades (Fuente: INSEE [Consultar]) |     |     |     |     |     |